# Station Płyćwia
Station Płyćwia is een spoorwegstation in de Poolse plaats Płyćwia.